# Ronald Hanmer
Ronald Hanmer, född 2 februari 1917 i Reigate, Surrey, England, död 23 maj 1994 i Brisbane Australien, engelsk kompositör.

## Fotnoter
1. 1 2  SNAC, SNAC Ark-ID: w6253j9z, läs online, läst: 9 oktober 2017.[källa från Wikidata]
2. 1 2  filmportal.de, Filmportal-ID: 1402bc98528b46408ccc26409b83b982, läst: 9 oktober 2017.[källa från Wikidata]
3. 1 2  Discogs, Discogs artist-ID: 736829, läst: 9 oktober 2017.[källa från Wikidata]
4. ↑  Musicalics, Musicalics kompositörs-ID: 98857, läst: 5 april 2022.[källa från Wikidata]
5. ↑  Australian Honours Search Facility, läs online.[källa från Wikidata]